# Vahara
Varaha (sanscrito: वराह, Varāha, "cinghiale") è l'avatar del dio indù Vishnu, nella forma di un cinghiale. Varaha è generalmente elencato come terzo nei Dashavatara, i dieci principali avatar di Vishnu. Nella leggenda, quando il demone Hiranyaksha rapisce la dea della terra Bhumi e la nasconde nelle acque primordiali, Vishnu appare come Varaha per salvarla. Varaha uccide Hiranyaksha e recupera la terra dall'oceano cosmico, sollevandola sulle sue zanne e restituendola al suo posto nell'universo. Varaha è raffigurato come un cinghiale o in forma antropomorfa, con la testa di cinghiale e il corpo umano. Varaha è spesso raffigurato mentre solleva la sua consorte Bhumi, la terra.